# Mohamed Mamdouh
Mohamed Mamdouh Shebib, más conocido como Mohamed Mamdouh, (1 de abril de 1989) es un jugador de balonmano egipcio que juega de pívot en el Eurofarm Pelister. Es internacional con la selección de balonmano de Egipto.

## Palmarés

### Selección egipcia
| Campeonato Africano | Campeonato Africano | Campeonato Africano | Campeonato Africano |
| Año                 | Lugar               | Medalla             |                     |
| ------------------- | ------------------- | ------------------- | ------------------- |
| 2014                | Argelia             | Medalla de bronce   |                     |
| 2016                | Egipto              | Medalla de oro      |                     |
| 2018                | Gabón               | Medalla de plata    |                     |
| 2020                | Túnez               | Medalla de oro      |                     |
| 2022                | Egipto              | Medalla de oro      |                     |
| 2024                | Egipto              | Medalla de oro      |                     |

### Zamalek
- Liga de Egipto de balonmano (1)

### Montpellier
- Liga de Campeones de la EHF (1): 2018
- Supercopa de Francia (1): 2018

### Dinamo Bucarest
- Liga Națională (3): 2021, 2022, 2023
- Copa de Rumania de balonmano (2): 2021, 2022

## Clubes
- El Jaish SC ( -2015)
- Zamalek SC (2015-2016)
- Pays d'Aix HB (2016-2018)[2]
- Montpellier HB (2018-2019)[3]
- Dinamo Bucarest (2019-2023)
- Al Khaleej (2023-2024)
- USM Saran (2024)[4]
- Eurofarm Pelister (2024- )